# Guillermo III de Tolosa

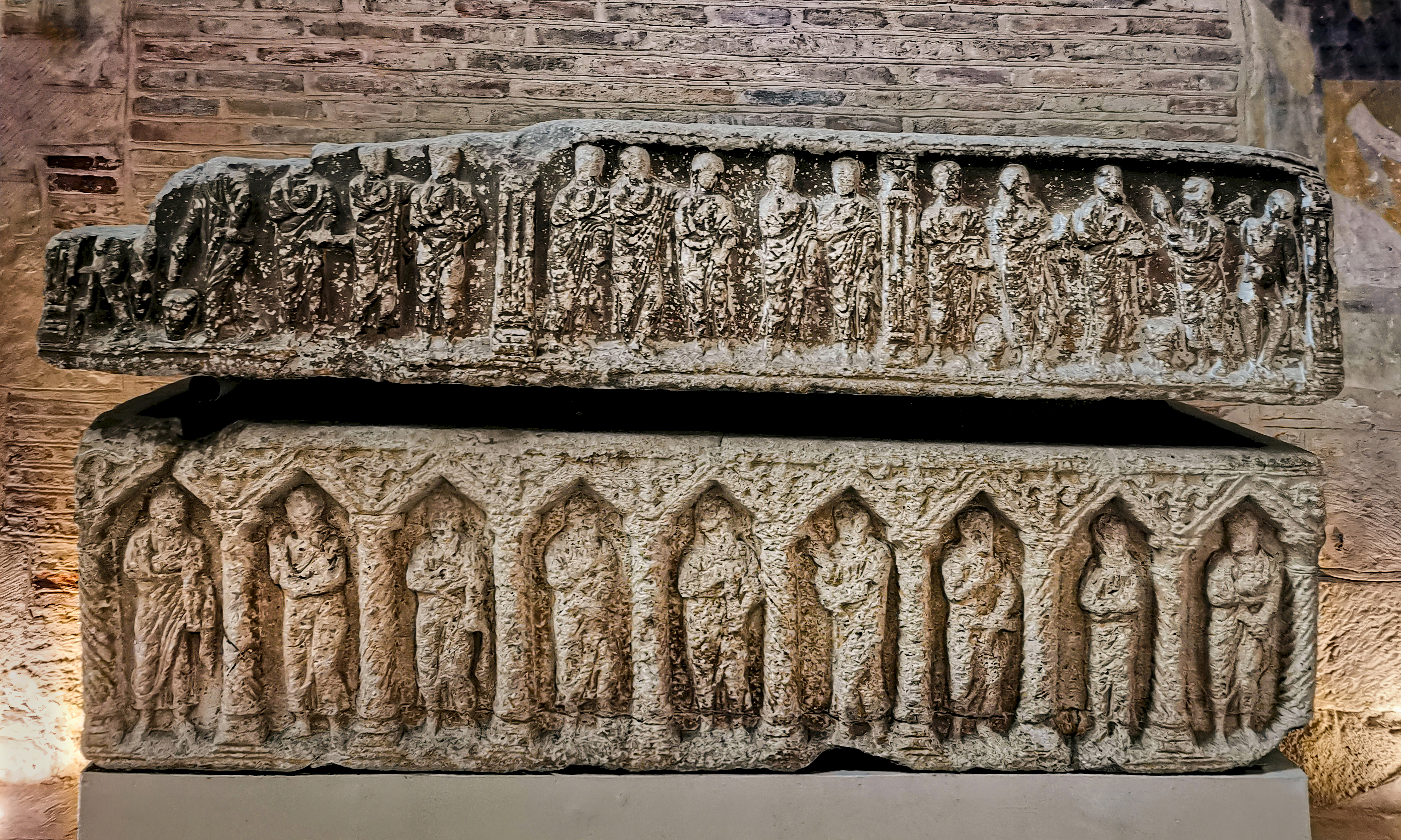
Sarcófago de Guillermo III Tallaferro

Guillermo III de Tolosa, llamado Tallaferro (975-1037) fue conde de Tolosa, conde de Albi y de Querci desde 978 hasta su muerte. Era hijo de Raimundo III de Tolosa y de Adelaida de Anjou.

## Nacimiento discutido
Su filiación ha sido objeto de error durante largo tiempo, ya que los benedictinos le hacían hijo del conde Raimundo III Ponce de Tolosa y de Garsinda, pero esta filiación planteaba varios problemas:
- Guillermo III habría reinado sobre Tolosa desde 942 hasta 1037, o sea, casi un siglo.
- Al menos dos condes de nombre Raimundo, y quizá otro de nombre Hugo, son citados por actas contemporáneas del periodo 942-980.

Recientemente se ha propuesto otra tesis, que hace a Guillermo III bisnieto de Raimundo III Ponce, e hijo de Raimundo V y Adelaida de Anjou.

## Biografía
Sus padres se casaron en 975, y él nació poco después. Su madre se volvió a casar en 982 con el futuro Luis V de Francia, pero se divorció en 984, para casarse con Guillermo I de Provenza.
Tuvo numerosos litigios con la Iglesia, y trató de apoderarse de sus bienes. Fue obligado a devolver los bienes usurpados entre 1015 y 1025 a la abadía de Lézat. El papa Juan XIX le ordenó prohibir a sus vasallos saquear las tierras de Moissac, un litigio que no halló conclusión hasta su hijo Ponce III, que hizo donación de Cluny III.
En 1018, su hermanastro Guillermo II de Provenza fue muerto en el sitio de Fos, dejando tres niños pequeños, Guillermo IV de Provenza, Foulques Bertrand y Geoffroi I de Provenza. Varios señores se rebelaron, y Adelaida de Anjou, inquieta por la suerte de sus nietos, le pidió ayuda.
Se casó en segundas nupcias con una condesa de Provenza de otra rama familiar, y Guillermo, acompañado por Bernard, conde de Besalú que se ahogó al atravesar el Ródano, intervino de 1021 a 1023 en socorro de sus sobrinos y sometió a los señores rebeldes.
Guillermo se convirtió en el príncipe más poderoso del Midi francés en una época donde la influencia de los reyes de Francia menguaba en la región. Ostentaba el título de marchio prefatus à pago Tholosano (marqués y prefecto del país de Toulouse). Por su segunda esposa extendió su influencia al actual Languedoc y la Provenza, pero a la vez se vio obligado a ceder poder en su propia villa de Toulouse y renunciar a las tasas sobre los mercados de la ciudad a petición de un consejo de nobles y religiosos locales.

## Matrimonios y descendencia
Se casó primero con Arsinda, de origen desconocido, con quien tuvo dos hijos: Raimundo y Enrique, ambos muertos jóvenes.
En segundas nupcias se casó con Emma, condesa de Provenza, hija de Roboaldo II y de Ermengarda, y sobrina de Guillermo de Provenza, con quien tuvo a Ponce de Tolosa, Beltrán I de Provenza y Rangarda.